# Propulsion nucléaire pulsée
La propulsion nucléaire pulsée est une méthode de propulsion spatiale qui utilise des explosions nucléaires pour produire une poussée. Elle fut inspirée par Stanislaw Ulam en 1947 et fit l'objet d'études avancées dans le cadre du projet Orion dans les années 1950-1960. Depuis, diverses techniques et divers formats d'explosions nucléaires sont régulièrement proposés, dont le fameux projet Daedalus.

## Précurseurs
En 1899, Hermann Ganswindt présente le concept d'un vaisseau interplanétaire propulsé par des explosions de dynamite,, qui sera critiqué et démonté par Roman Gostkowski,.

## Projet Orion

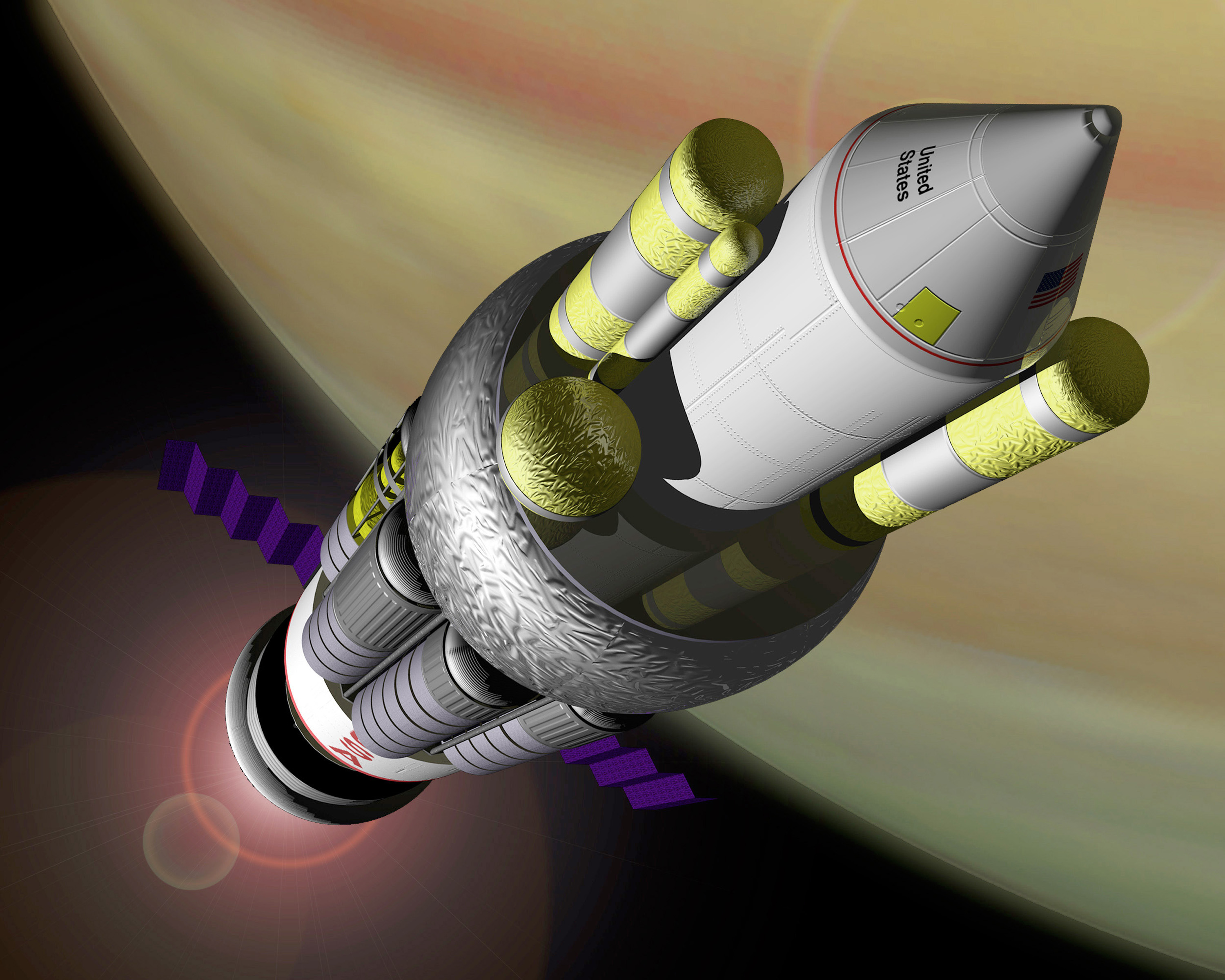
Vaisseau Orion

Le projet Orion est la première tentative sérieuse de conception d'un véhicule à impulsions nucléaires par General Atomics sous l'égide de l'ARPA de 1950 à 1963. La fusée larguait de petites charges nucléaires directionnelles derrière elle et récupérait la poussée du souffle de l'explosion sur une grande plaque métallique montée sur un système amortisseur.
Les premières déclinaisons de ce principe promettaient des vaisseaux de taille énorme capables de décollage depuis la surface terrestre et de voyages interplanétaires rapides avec un étage unique, les versions thermonucléaires devaient permettre des voyages interstellaires. Ces potentialités étaient présumées accessibles avec les techniques et matériaux du début des années 1960.
Les derniers rapports, orientés vers une réalisation et des missions plus immédiates, proposaient deux modules de propulsion de base et une variétés de véhicules habités ou non. Le plus petit module, avec ses 10 m de diamètre était montable sur une fusée Saturn. Finalement, le projet fut annulé après le traité d'interdiction partielle des essais nucléaires de 1963 qui rendait sa mise au point et son utilisation impossibles.

## Version soviétique
« Au début des années 1960, Sakharov, je me souviens, nous avait invités dans son bureau pour nous exposer cette idée de vaisseau spatial interstellaire qui aurait été propulsé par des micro-explosions nucléaires »

Viktor Mikhailov, ancien ministre soviétique et ministre russe délégué à l'énergie atomique (MinAtom)

## Dandridge Cole
De 1959 à 1961 (pendant le développement d'Orion mais sans aucun rapport avec lui), 
Dandridge MacFarlan Cole (en), ingénieur de chez Martin, proposa plusieurs concepts théoriques de véhicules propulsés par des bombes atomiques explosant au sein d'une chambre de combustion avec tuyère,.
Son premier modèle était un véhicule cyclindrique assemblé par amortisseurs sur une chambre de 40 m de diamètre pesant 450 t. Des charges de 0,01 kilotonnes y explosent toutes les secondes au milieu de 390 kg d'eau. Ce fluide injecté par la paroi de la chambre sert à la fois de masse propulsive et au refroidissement de la chambre.
Le véhicule était conçu pour des missions martiennes, vénusiennes ou d'alunissage, éventuellement il devait pouvoir partir de la surface terrestre. Les performances de ce « Model I » étaient modestes, Cole prévoyait une impulsion spécifique (Isp) de 931 s, comparable au moteur nucléo-thermique NERVA qui était moins polluant et moins dispendieux en combustible (la faible puissance des charges de 0,01 kilotonnes requiert des bombes inefficaces).
Le « Model II » améliore le précédent en allégeant la chambre grâce à des matériaux plus performants et utilise 253 kg d'hydrogène comme fluide à chaque détonation. Il en résulte une meilleure charge utile et une Isp de 1 150 s. Le « Model IIa » est le même à plus grande échelle : une chambre de 86 m de diamètre et des charges de 0,1 kilotonnes portant l'Isp à 1 350 s (pour un prix par bombe pratiquement égal).
Cole proposa également un quatrième concept : un avion propulsé par détonations nucléaires, inspiré du V1 à pulsoréacteur. Aucune de ces études ne suscita d'intérêt de sa hiérarchie ni de l'USAF ou de la NASA et elles auraient fini par tomber dans l'oubli si Cole n'était pas aussi écrivain et illustré par Roy G. Scarfo.

## Helios
De fin 1963 à 1965, le Laboratoire national de Lawrence Livermore investigua à son tour le concept de détonations contenues dans une chambre au cours d'un projet baptisé Helios.
La version finale proposait une chambre 9 m de diamètre où explose toutes les 10 secondes
une charge pesant 45 kg et d'une puissance de 0,005 1 kt (5,1 tonnes de TNT)
avec comme fluide propulsif 68 kg d'hydrogène opacifié par des traces de carbone.
Les charges sont des sphères de 1 m d'explosif contenant une boule de 2 kg d'uranium.
L'effort de conception fut concentré sur les charges explosives et les matériaux de la chambre. La masse sèche requise par les conditions de température et de pression, les coûts de matière fissile et la faible impulsion spécifique résultante en font un concept bien moins performant que les autres études de l'époque.

## Projet Daedalus
Le Projet Daedalus était une étude conduite de 1973 à 1978 par la British Interplanetary Society pour la conception d'une sonde interstellaire automatique capable d'atteindre une étoile voisine dans l'espace de 50 ans. Une douzaine de scientifiques et d'ingénieurs dirigés par Alan Bond y participèrent. À l'époque, la recherche sur la fusion nucléaire était en plein essor et prometteuse, notamment sur la fusion par confinement inertiel (ICF), et permettait de l'envisager comme moyen de propulsion à moyen terme.
Daedalus devait être propulsé par la fusion de pastilles de mélange deutérium/hélium 3 bombardées par des faisceaux d'électrons dans une tuyère magnétique. Le véhicule composé de deux étages aurait atteint 12 % de la vitesse de la lumière après environ 4 ans de fonctionnement. Incapable de ralentir et de s'injecter dans le système de destination, sa mission n'aurait consisté qu'en un survol de ce système.
Actuellement, de par ses dimensions et les technologies qu'il met en jeu, Daedalus se situe toujours loin du domaine de la faisabilité.

## Medusa

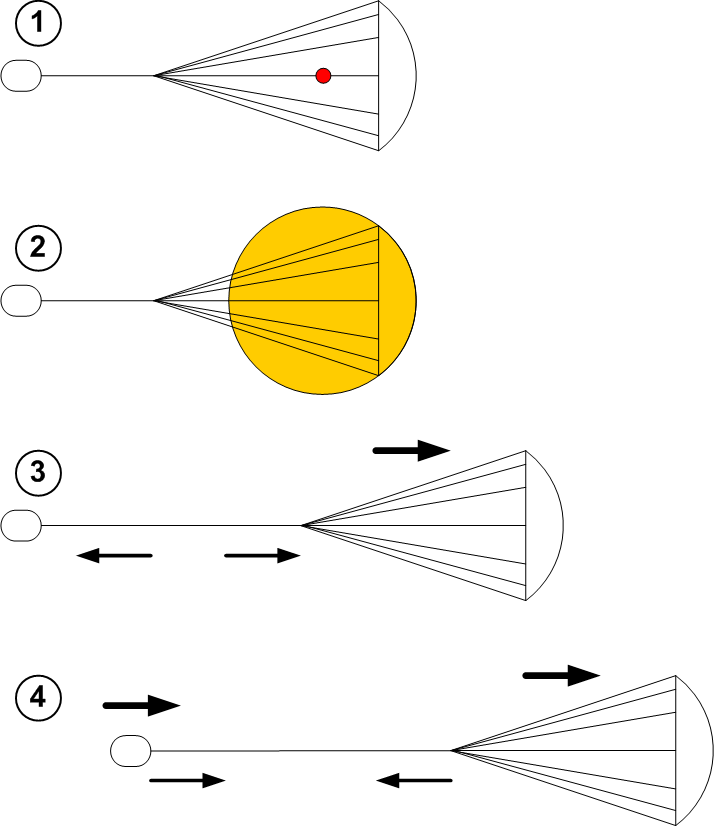
Séquence de fonctionnement de Medusa
(1) éjection d'une charge
(2) explosion de la charge
(3) voile propulsée par l'interception du plasma et ralentie par le dévidage du câble
(4) treuillage du câble

Le concept de Medusa tient plus de la voile que de la fusée conventionnelle. Il fut proposé dans les années 1990 par Johndale C. Solem et publié dans le journal de la British Interplanetary Society, quand il s'avéra que la fusion ICF ne pourrait pas à la fois propulser et alimenter le vaisseau Daedalus comme il était prévu.

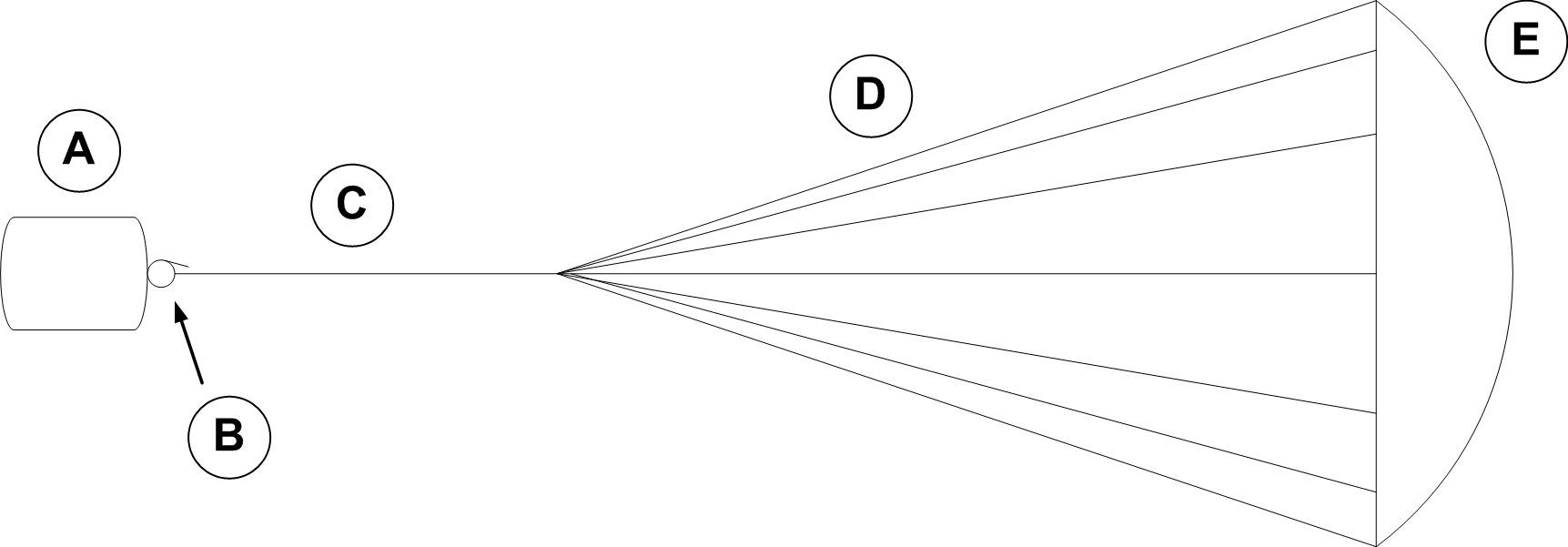
Structure d'un véhicule Medusa
(A) charge utile, carburant et machineries, (B) treuil servomoteur, (C) câble principal, (D) drisses de la voile, (E) voile

Un vaisseau Medusa dispose d'une grande voile déployée devant lui et gréée au vaisseau par câbles. Il largue des charges nucléaires, les fait exploser entre le vaisseau et la voile qui est alors poussée par la vague de plasma et tracte le vaisseau. Le concept est plus efficace que le système Orion car il intercepte proportionnellement plus de plasma (voile en spinnaker couvrant un plus grand angle solide), requiert moins de blindage (distance de détonation plus grande) et de machinerie pour l'absorption des chocs (servo-winch). Il pourrait atteindre une impulsion spécifique de 50 000 à 100 000 s.

## Projet Longshot
Le projet Longshot était un programme de recherche de la NASA mené en collaboration avec l'Académie navale d'Annapolis entre la fin des années 1980 et début des années 1990. Le principe diffère peu de celui de Daedalus : le carburant est fusionné dans une chambre magnétique puis canalisé dans un tunnel magnétique (ce qui permet de récupérer par induction l'énergie électrique nécessaire au tir suivant). Comme la fusion ICF ne permet pas d'alimenter le vaisseau, il est pourvu d'un réacteur nucléaire conventionnel de 300 kW.
L'objectif est d'atteindre en 100 ans le système triple Alpha Centauri, plus proche voisin du Soleil (distant de 4,36 al), et de s'injecter en orbite autour de Alpha Centauri B. Le moteur fonctionnerait pendant la totalité du transit accélérant (puis décélerant) en permanence le véhicule.

## VISTA

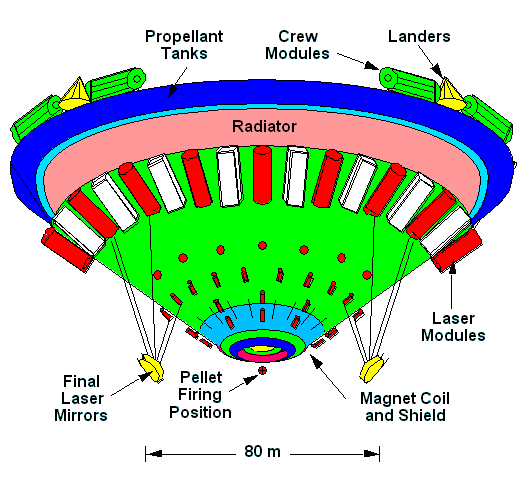
VISTA

VISTA, pour Vehicle for Interplanetary Space Transport Applications, est une version à plus petite échelle de Daedalus étudiée par le Laboratoire national de Lawrence Livermore au milieu des années 1990 et destinée aux missions interplanétaires habitées. La fusion du carburant D-T est obtenue par confinement inertiel par faisceaux lasers directs ou renvoyés par miroirs. La puissance et la poussée du moteur sont ajustées par la fréquence d'injection des pastilles et la dispersion d'hydrogène propulsif autour d'elles.
La configuration générale du vaisseau est en forme de cône, la cargaison étant placée sur la circonférence de la base, ainsi protégée des radiations par l'ensemble des structures et équipements disposés sur la surface de ce cône. Le véhicule est en rotation, procurant une gravité artificielle au niveau des habitacles.
Un tel vaisseau de 6 000 t, de 100 m de hauteur et d'autant de rayon atteindrait une impulsion spécifique de 16 000 s et permettrait des allers-retours vers Mars en 60 jours avec 100 t de fret.

## Catalyse antimatière
À la même époque, les recherches menées à la Pennsylvania State University amenèrent à envisager l'utilisation de faibles quantités d'antimatière pour catalyser la fission en chaîne d'une masse largement sous-critique de matière fissile. Il en résulta la conception de la famille de vaisseaux ICAN-II pour l'exploration de Mars ou des planètes extérieures.
Le système de propulsion éjecte dans sa tuyère magnétique des billes de carburant composées d'une gaine de plomb (masse propulsive et protection pour le stockage) entourant un noyau d'uranium contenant des bulles de mélange D-T. Au point d'ignition, des faisceaux lasers frappent la bille et une dose d'antiprotons est tirée dessus. L'annihilation provoque une avalanche de neutrons amorçant la fission en chaîne de l'uranium, l'énergie de fission allume la fusion et l'éjection du plasma résultant (essentiellement composé du plomb de la gaine) produit une poussée sur la tuyère magnétique.

## MagOrion
À la fin des années 1990, le concept d'Orion fut modernisé par Andrews Space sous le nom de MagOrion en remplaçant la plaque de poussée par un champ magnétique. Le système de propulsion est constitué d'un anneau supraconducteur de 2 km de diamètre auquel est haubané le véhicule. Des charges explosives sont éjectées et détonnent à 2 km de distance, le plasma résultant de l'explosion pousse le champ magnétique engendré par l'anneau supraconducteur. Les performances envisagées étaient une Isp de 10 000 s et un rapport poids-poussée pouvant atteindre 10, de plus, le véhicule pouvait aussi fonctionner comme une voile magnétique s'appuyant sur le vent solaire ou interagissant avec la plasmasphères d'une planète voisine. Le concept fut abandonné à cause de difficultés inhérentes, essentiellement l'éjection à haute fréquences de charges à grande distance et la recombinaison du plasma avant que sa vitesse ne soit effectivement utilisée.
En 2003, le MagOrion évolue vers la technique de micro-explosions sous la désignation Mini-MagOrion. Dans une tuyère magnétique de 5 m de diamètre, une charge sous-critique de 245Cm est reliée par des rubans de mylar à des lignes de transmission hors de la tuyère. Une impulsion de courant de 70 MA provoque la compression de la cible par striction axiale et sa détonation. Des expérimentations menées sur la Z machine des Laboratoires Sandia permettent d'espérer une Isp de 10 000 à 25 000 s.

## MTF HOPE
En 2002, le groupe HOPE (Human Outer Planet Exploration) de la NASA fut chargé d'étudier les possibilités de voyages habités vers les planètes extérieures. Il proposa alors plusieurs solutions de propulsion dont une basée sur la fusion à cible magnétisée (magnetized target fusion, MTF). Dans une tuyère magnétique, une petite boule de plasma de mélange D-T est bombardée par des canons tirant des jets de plasma de deutérium suivi d'hydrogène. Le confinement inertiel provoque la fusion D-T qui elle-même allume la fusion D-D dans la zone encerclante, l'hydrogène en queue de jet chauffé par la fusion sert de fluide propulsif.
Les missions de référence sélectionnées furent un séjour de 30 ou 180 jours sur Callisto. La conception typique du véhicule HOPE est un long mât avec le moteur à une extrémité et l'habitacle à l'autre, protégé par les réservoirs et équipements. Avec plus de 120 m de longueur, il peut procurer par rotation une gravité artificielle à l'équipage. La version MTF HOPE développe 5 800 kN de poussée et une impulsion spécifique dépassant 70 000 s, ce qui lui permet de réaliser chacune des missions en environ 650 jours avec une masse initiale de 650 ou 750 t.